# Neuhofen an der Krems
Neuhofen an der Krems là một đô thị ở huyện Linz-Land bang Oberösterreich, nước Áo. Đô thị này có diện tích 18 km², dân số thời điểm ngày 31 tháng 12 năm 2005 là 5509 người.